# The Best Selection〜Welcome Back!
『The Best Selection〜Welcome Back!（ザ ベスト セレクション ウェルカム バック）』は、2007年2月28日にリリースされた 日本の歌手・和田光司のセレクション・ベストアルバム。
発売元はインデックスミュージック、販売元はキングレコード（NECA-30181）

## 概要
- 自身の音楽活動再開を記念して制作されたセレクション・アルバム。
- また、1999年のメジャーデビュー以来、活動休止後、エールを送り続けてくれたファンへの感謝を込められており、付属のブックレットには和田自身からファンへのメッセージが載っている。
- 収録曲は1999年から2002年までにリリースした楽曲から選出のため、2006年12月21日にリリースした『ヒラリ』は未収録となっているが、代わりにこのアルバムのために和田自身が書き下ろした新曲2曲がボーナス・トラックとして収録されている。

## 収録曲
1. FIRE!! (4:10)
作詞:山田ひろし 作曲・編曲:太田美知彦
テレビアニメ『デジモンフロンティア』オープニングテーマ
アルバム初収録。
2. 炎のオーバードライブ (3:59)
作詞:後藤冬樹 作曲・編曲:渡部チェル
テレビアニメ『トランスフォーマー カーロボット』オープニングテーマ
アルバム初収録。
3. Daybreak (4:53)
作詞:松木悠 作曲:千綿偉功 編曲:大久保薫
アルバム初収録。
4. 風 (3:53)
作詞:和田光司 作曲:大久保薫 編曲:渡部チェル
テレビアニメ『デジモンテイマーズ』挿入歌
5. イノセント〜無邪気なままで〜 (4:24)
作詞:松木悠 作曲:千綿偉功 編曲:渡部チェル
テレビアニメ『デジモンフロンティア』エンディングテーマ
アルバム初収録。
6. 僕は僕だって (4:26)
作詞:松木悠 作曲:千綿偉功 編曲:渡部チェル
7. With The Will (4:06)
作詞:大森祥子 作曲・編曲:渡部チェル
テレビアニメ『デジモンフロンティア』挿入歌
アルバム初収録。
8. ターゲット〜赤い衝撃〜 (4:26)
作詞:松木悠 作曲・編曲:太田美知彦
テレビアニメ『デジモンアドベンチャー02』オープニングテーマ・挿入歌
9. The Biggest Dreamer (3:51)
作詞:山田ひろし 作曲・編曲:太田美知彦
テレビアニメ『デジモンテイマーズ』オープニングテーマ
10. an Endless tale (3:42)
歌:和田光司&AiM
作詞:山田ひろし 作曲・編曲:太田美知彦
テレビアニメ『デジモンフロンティア』エンディングテーマ
アルバム初収録。
11. Seven (4:16)
作詞・作曲:小山晃平 編曲:渡部チェル
12. Starting Over (4:18)
作詞:和田光司 作曲:千綿偉功 編曲:田光マコト
日本テレビ系列放送のバラエティ番組『ピンクパパラッチ』エンディングテーマ
シングル・バージョンはアルバム初収録。
13. Butter-Fly (4:17)
作詞・作曲:千綿偉功 編曲:渡部チェル
テレビアニメ『デジモンアドベンチャー』オープニングテーマ主題歌・挿入歌
14. Pierce (4:56)
作詞・作曲:和田光司
新曲。
15. 君の景色 (4:58)
作詞・作曲:和田光司
新曲。